# Pseudocollinella humida
Pseudocollinella humida – gatunek muchówki z rodziny Sphaeroceridae i podrodziny Limosininae.
Gatunek ten opisany został w 1836 roku przez Alexandra Henry’ego Halidaya jako Limosina humida.
Muchówka o ciele długości około 1,5 mm. Jej głowa ma policzki, twarz i przód czoła o zabarwieniu innym niż żółte. Ponadto policzki i twarz są pokryte gęstym opyleniem białego koloru. Tułów jej cechuje się nagą, ubarwioną jak śródplecze tarczką ze szczecinkami tylko wzdłuż tylnego brzegu. Skrzydła mają ciemne żyłki, a szczecinki na pierwszym sektorze żyłki kostalnej co najwyżej dwukrotnie dłuższe niż na drugim jej sektorze. Ich użyłkowanie odznacza się prawie prostą żyłką radialną R4+5. Środkowa para odnóży ma pierwszy człon stopy zaopatrzony w długą szczecinkę na spodzie, a u samic spód goleni ze szczecinką przedwierzchołkową. U samicy przysadki odwłokowe wyposażone są w podługowate, grube kolce.
Owad w Europie znany z Hiszpanii, Andory, Islandii, Irlandii, Wielkiej Brytanii, Francji, Belgii, Holandii, Niemiec, Danii, Szwecji, Norwegii, Finlandii, Szwajcarii, Austrii, Włoch, Polski, Litwy, Łotwy, Estonii, Czech, Słowacji, Węgier, Rumunii, Bułgarii, Słowenii, Malty i europejskiej części Rosji. Poza tym występuje w palearktycznej Azji i Afryce Północnej, w tym na Maderze.